# Fotö
Fotö est une île et une localité de l'archipel de Göteborg située dans la commune d'Öckerö, dans le comté de Västra Götaland.

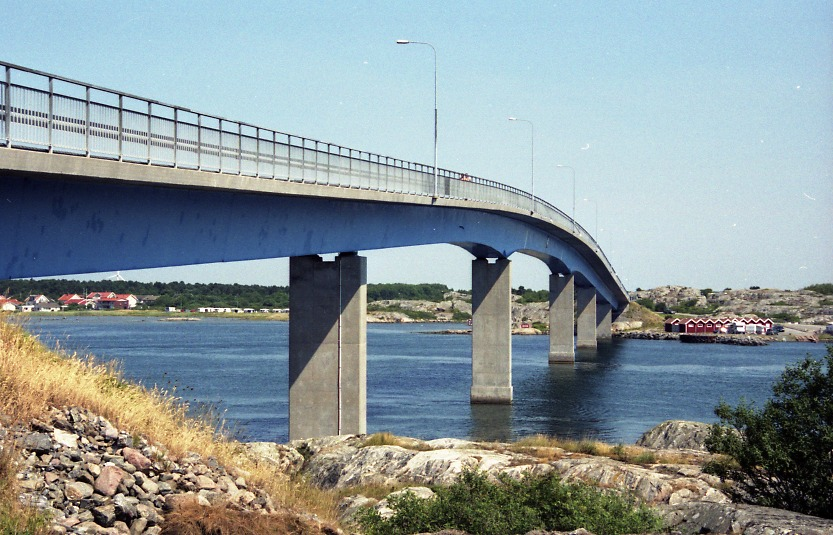
Pont entre Fotö et Hönö.

Sa population était de 620 habitants en 2010.
Elle est reliée à l'île de Hönö par un pont.